# 佐々木和徳
佐々木 和徳（ささき かずのり、1986年9月11日 - ）は、日本の俳優。東京都出身。血液型はA型。

## 人物・来歴
幼少期より子役として活動し、1996年、ドラマ『みにくいアヒルの子』に生徒役で出演。1998年、ドラマ『神様、もう少しだけ』では深田恭子が演じたヒロインの弟役を演じた。
俳優としてやっていくと意識し始めたのは、『3年B組金八先生』第6シリーズに出演してからである。
2020年4月24日、自身のInstagramにてモデルの佳野と結婚した事を発表。2023年には第一子が誕生した。

## 出演

### テレビドラマ
- みにくいアヒルの子（木下真琴）
- 神様、もう少しだけ（叶野悟）(1〜9話まで）
- 学校の怪談 春のたたりスペシャル「先生、僕が見えますか」（緑川優介）
- 大好き!五つ子 - 田村勉役
- 月曜ドラマシリーズ「少年たち3」（千田敬輔）
- 3年B組金八先生（TBS） - 嘉代正臣
  - 第6シリーズ（2001年 - 2002年）
  - 3年B組金八先生ファイナル〜「最後の贈る言葉」（2011年）
- 恋する日曜日 セカンドシリーズ「君が僕を知ってる」（塚田楽）
- 火曜サスペンス劇場「臨床心理士7」（松岡剛）
- TBS愛の劇場「ダンシングライフ」（林翔太）
- 金曜エンタテイメント「チーム4」（村下洋一）
- 月曜ミステリー劇場「真相」（篠田佳彦）
- 仮面ライダーカブト（加賀美亮）
- 月曜ミステリー劇場「ざこ刑事　潮貞志の事件簿3」広夢役
- wowow　連続ドラマ「プリズナー」
- TBS シリーズ激動の昭和「最後の赤紙配達人」〜悲劇の召集令状64年目の真実〜　寺田実役
- TBS シリーズ激動の昭和「総理の密使〜核約束40年目の約束〜」島田役
- 月曜ゴールデン「万引きGメン二階堂雪⑳砂の絆」 一夫役
- Friend-Ship Project 第10弾 〜30年目の結婚式〜（新郎の弟）

### 映画
- TOKYO BEAST
- ひまわり（輝明）
- NAGISA（竹脇洋）
- しあわせ家族計画（川尻由太郎）
- すてごろ素手喧嘩
- ウイニング・パス （田中大輔）
- シベリア超特急5 正人役
- 青空のゆくえ（杉原雄大）
- 恋する日曜日 塚田楽役
- バベル 街の少年役
- 同級生体育館ベイビー 坂本役
- 走り屋ZERO II ヒロシ役
- 日中韓 横浜開港150周年記念映画「3つの港の物語~桟橋~」渡辺雄文監督
- 真夏のオリオン
- ふうけもん
- 東京難民
- Sex×Friend？ (2017年)

### CM
- 東海漬物　「こくうまキムチ」
- エバラ食品　「タレになりたい」
- LOTTE  「ACUO POWDER」いい息になった編
- サントリー「ジョッキ生」 社員旅行編
- カルピス株式会社「カルピスウォーター・カルピスソーダ」

長澤まさみと共演
- 日本コカコーラボトラーズ「コカ・コーラ」
- au KDDI「家族割」
- ベネッセ「進研ゼミ 高校講座」

### ゲーム
- キングダムハーツ2（ハイネ）

### 吹き替え
- リロ・アンド・スティッチ ザ・シリーズ（マイキー）

### DVD
- 「木更津グラフィティ」全4話　ジョニー役